# Выдрино (село, Бурятия)
Вы́дрино (бур. Халюута) — село (в 1956—2003 гг. — рабочий посёлок) в Кабанском районе Бурятии. Административный центр сельского поселения «Выдринское».
Население — 4374 чел. (2010).

## География
Крайний западный населённый пункт района. Находится на границе с Иркутской областью, на правом берегу реки Снежной, при впадении её в Байкал.
Расстояние до Кабанска — 180 км, до Иркутска — 172 км, до Улан-Удэ — 300 км. Южнее, через посёлок станции Выдрино, проходят федеральная трасса Р258 «Байкал» и Транссибирская железнодорожная магистраль. От Выдрино до Байкальска курсируют маршрутные такси, по Транссибу ходит электропоезд Слюдянка — Выдрино.

## Происхождение названия
Село (первоначально посёлок) названо по железнодорожной станции Выдрино, которое происходит от наименования одноимённой реки, впадающей в Байкал в 15 км восточнее. Во время своего путешествия российский посол Николай Милеску Спафарий, в 1675 г. проследовал через Байкал по пути в Китай. Он скрупулёзно записывал сведения о местах, которые он проезжал. 11 сентября 1675 г. в дневнике записано: «…из Байкала течет (Ангара) великой быстротой, а с тех высоких гор видать горы за Байкалом… и один край Байкала, который называют Култук», и далее: «На самом Култуке есть река Култушная, и там пристанища есть, а Култуком называют самый край узкий Байкальского моря, где оно кончается. А от реки Култушной многое место впадает река Снежная, и там пристанища, а называют Снежною для того, что в тех горах стоит снег зимою и летом и не тает, и оттуду река течет третья — река Выдряная, и пристанища, днище плыть от Снежной… И по тем рекам по всем зимовья промышленных казаков, которые промышляют соболей»   «… Оттуда же (из гор) река течет третья — река Выдряная… а называют Вьдряною оттого, что выдр и бобров ловят по ней много». В его книге «Путешествие Царства Сибирского» дается следующее описание случая плавания вдоль берега Южного Байкала : «И сентября в 12-й день поехали за моря греблями, и как будут дощаники середь моря, и в то время встал ветер великой боковой, и за ветром большим море на силу перегребли в реку Переемную, однакожде снесло ветром от реки Переемной версты с 4, и приехали в реку Переемную ввечеру; а дощаник дворянской снесло ветром в реку Выдряную; от реки Переемной ходу греблями в тихое погодье день. И в реке Переемной стояли до 14-го числа. И сентября в 14-й день поехали от реки Переемной к реке Мишихе греблями, и не доезжая до реки Мишихи верст за 15 встал ветер супротивной, и волны великия дощаник поворотили назад в реку Переемную, и в то время дощаник немного на берег не заметало волнами великими; а дворянской дощаник в то ж время пошел было из реки Снежной в реку Переемную; и не доезжая до реки Переемной верст за 10 и больше тем же ветром великим и волнами дощаник заметало на берег..»

## История
Местность по правому берегу реки Снежной состоит из трёх посёлков, построенных в разное время. 
На карте Верхнеудинской округи Иркутской губернии 1779 г.  на реке Снежная (Удулх) ближе к Хамар-Дабану обозначена юрта тунгуса Шабура, а мыс при ее впадении в Байкал назван Промышленным. Как известно из Трудов Троицкосавско-Кяхтинского отделения Приамурского отдела Имп. Русского географического общества царским указом 1699 г. и последующими постановлениями до 19 века территория от Хамар-Дабана до Байкала (включая р. Снежную) была закреплена за армакскими тунгусами.  
Первый из них был основан в XVIII веке при переправе через реку (назывался Снежная; ныне в черте села) на Кругобайкальском тракте.
Второй — Выдрино — основан в 1902 году как железнодорожная станция на Транссибирской магистрали.25 апреля 1904 года состоялось освящение храма, построенного рядом  с зданием вокзала (Согласно подписному листу, деньги на храм предложили следующие лица: контрагенты (крупные подрядчики) А.П.Половинкин (крестьянин Подольского уезда Московской губернии) - 1300 руб., П.Н.Кириков (почетный гражданин г. Москвы) и Е.И.Новиков по 1000 руб., С.Я.Степанов (крестьянин Смоленской губернии Юхновского уезда Бутурлинской волости) - 700 руб.) В 1904 году станцию посетил Министр путей сообщения князь М. И. Хилков.
В 1918 году недалеко от Выдрино, на речке Паньковка развернулось кровопролитное сражение между красными войсками Центрального исполнительного комитета Советов Сибири (Центросибири) и антибольшевистскими силами Восточного фронта, наступавшими по железной дороге от Иркутска (Бои на Прибайкальском фронте). 28 июля 1918 г. комендантом станции Выдрино приказом 226 командования Центросибири был назначен Степан Филимонов. 29 июля 1918 г. красные при поддержке бронепоезда от станции Выдрино, оттеснили белых за речку Паньковку. 30 июля атаки красных при поддержке огня ледокола «Ангара» продолжились, они ввели в бой более 2 тыс. бойцов при четырёх орудиях. Белые сообщали: «противник пытается исправить разобранный нами железнодорожный путь перед мостом через Паньковку и переправиться на левый берег, по которому расположены наши части, но каждый раз был отражаем огнем». 31 июля красные отбили разъезд Паньковка и станцию Мурино и при поддержке двух бронепоездов продолжили наступление. Участник боев на стороне белых капитан А. А. Кириллов указывал, что, «не имея укрепленных позиций, при отсутствии провианта и патронов (не исправлен тоннель N 39), при невозможности ввести в действие артиллерию — сибирские войска (до 1200 бойцов) вынуждены были после жесткого боя под станцией Паньковка, где с нашей стороны выбыло не менее 20 % убитыми и ранеными — поспешно отойти на 20 верст назад в район станции Солзан..». Убитые в этих боях красноармейцы перевозились на станцию Выдрино и были захоронены в братской могиле, напротив вокзала, В годы гражданской войны здесь шли бои отрядов Нестора Каландаришвили, слюдянских красногвардейцев и иркутских большевиков с семёновцами и каппелевцами.
В 1950-х годах между станцией и берегом Байкала была построена крупная лесоперевалочная база и основан посёлок Выдрино. Байкальская лесоперевалочная база (БЛПБ) была градообразующим предприятием, обеспечивающим своей продукцией многие регионы России. При нехватке рабочей силы в 1958 году была учреждена исправительная колония ОВ 94/4. В колонии находился в заключении и умер в 1974 г. Бидия Дандарович Дандарон — известный бурятский буддолог, философ и буддийский духовный наставник, а также историк. В 80-х годах отбывал заключение известный писатель, советский диссидент, ученый физик Парицкий А.С («Молитва», «Сайрус Гордон. „До библии“», «Тора Прошлого и Будущего»).
13 января 1965 года город Бабушкин, посёлки городского типа Выдрино, Селенгинск, Каменск и Танхой, а также Посольский сельсовет переданы из Прибайкальского района в Кабанский район.
В 70-х гг. располагался АБЗ 70-й отдельной дорожно-строительной бригады Главного военно-строительного управления (ГВСУ) Министерства обороны СССР (МО СССР), Вооружённых Сил СССР (ВС СССР) 
В 1990-х годах БЛПБ закрылась, произошёл отток населения и понижение рождаемости, выровненные лишь к 2007 году.
12 ноября 2003 года рабочий посёлок Выдрино преобразован в село (постановление от 16 апреля 2003 года).
В 2004 московскими предпринимателями началось строительство завода по розливу байкальской воды, занявшее часть населения. Вскоре завод был закрыт.
В 2015 году ликвидирована исправительная колония.

## Население
| 2010 |
| ---- |
| 4374 |

## Инфраструктура
Средняя общеобразовательная школа, детская школа искусств, детские сады, Дом культуры, библиотека, участковая больница, поликлиника, ЖКХ.

## Музеи
В Выдринской сельской библиотеке действует Музей боевой славы имени полного кавалера Ордена Славы Ивана Ивановича Быкова. В экспозициях музея представлены документы и фотоматериалы о земляках — участниках Великой Отечественной войны, а также краеведческая информация.

## Родились в селе
- Быков, Иван Иванович — полный кавалер Ордена Славы.
- Носаль, Григорий Арсентьевич — Герой Социалистического Труда.
- Лобычев, Александр Михайлович — российский искусствовед, филолог, редактор, литературный критик, Член Союза художников России